# Hadena confucii
Hadena confucii là một loài bướm đêm trong họ Noctuidae.